# Максимилиан Волошин
Максимилиан Александрович Кириенко-Волошин (на руски: Максимилиан Александрович Кириенко-Волошин) е руски поет, критик и художник, сред най-значимите представители на символизма в руския културен живот.

## Биография
Волошин е роден в Киев, Руската империя в семейство на юрист на държавна служба. Ранното си детство прекарва в Таганрог и Севастопол. Учи в мъжката гимназия във Феодосия, завършва 1-ва московска гимназия.
Следва в Юридическия университет на Московския държавен университет, но не го завършва, тъй като е отчислен за „участие в безпорядки“. Слуша лекции в Сорбоната в Париж, където става масон (1905).
Става известен в началото на XX век със своите публикации в списанията „Весы“, „Золотое руно“ и „Аполлон“. По онова време прави няколко превода на поезия и проза от френски език.
Жени се за художничката Маргарита Василиевна Сабашникова в Москва (1906) и се заселват в Санкт Петербург. Развеждат се след година и Волошин се установява в с. Коктебел (край Феодосия), Крим, където остава до края на живота си.
В годините на Първата световна война, Руската революция (1917) и Руската гражданска война призовава с творчеството си към запазване на хуманизма. В последните години от живота си получава признание и като автор на акварели.
Почива след 2-ри инсулт в село (днес селище от градски тип) Коктебел, Кримска АССР, РСФСР, СССР. Завещава дома си на Съюза на писателите на СССР.